# Индийска гривеста чапла
Индийска гривеста чапла (Ardeola grayii) е вид птица от семейство Чаплови (Ardeidae). Видът е незастрашен от изчезване.

## Разпространение
Разпространен е в Бангладеш, Бутан, Индия, Иран, Малдивите, Мианмар, Непал, Оман, Пакистан, Обединени арабски емирства и Шри Ланка.